# Fonológiai szó
A fonológiai szó az a tartomány, amelyben bizonyos – nyelvtől függő – fonológiai szabályok működnek.

## A fonológiai szó tartományára jellemző jelenségek a magyarban
- A magánhangzó-harmónia. A toldalékolt szavak általában fonológiai szónak minősülnek, mivel a toldalékok túlnyomó többsége illeszkedik a tőhöz. A -kor képző azonban önálló fonológiai szót alkot. Az összetett szavak nem alkotnak fonológiai szót, mert az összetételi tagok között sosem működik a magánhangzó-harmónia.

- A h-törlés. Néhány szavunk tővégi h-ja (fonológiai) szó végén és mássalhangzóval kezdődő toldalékok előtt kiesik: cseh [cse], cseh+nek [csenek], cseh+vel [csevel], cseh+hez [csehez], azonban: cseh+ül [csehül], cseh+ek [csehek]. Mivel az összetett szavak nem fonológiai szavak, csupán az összetételi tagok azok, az összetételi határon a h ugyanúgy néma, mint szó végén: Cseh+ország [cseország] (nem pedig [csehország]). (Más szavak esetében a h nem a semmivel, hanem a "kemény h-val" ([x]), például düh, doh.

- A palatalizációs hasonulás. Ha t, d, n után j következik, a fonológiai szón belül bekövetkezik a hasonulás, a fonológiai szó határán (azaz például az összetett szavak tagjainak határán) azonban nem, vö.: kád+juk [kággyuk], de kád+lyuk [kádjuk]; kánon+ja [kánonnya], de kánon+jog [kánonjog].

- Ha egy dentális felpattanó zárhangot (t, d) szibiláns (s, sz, z, zs) követ, a kapcsolatukból fonológiai szón belül affrikáta (c, cs, dz, dzs) születik. Például hat+szor [haccor]. A szóösszetételi tagok határa a fonológiai szó határa is, ezért azon keresztül a hasonulás nem megy végbe: hat+szög [hatszög]. Hasonló jelenség figyelhető meg az eltérő képzéshelyű szibilánst megelőző affrikáták esetében is: bohóc+ság [bohóccság] (hosszú cs), de bohóc+sapka [bohóc-sapka] (külön ejtett [c] és [s]).

Megjegyzés: A fenti különbségek nem mindig érvényesülnek maradéktalanul. A hasonulások lassú, gondos beszédben időnként a fonológiai szó tartományán belül sem mennek végbe, gyors, hanyag beszédben viszont a fonológiai szavak határán is végbemehet.

## Lásd még
- szó
- lexikai szó
- morfológiai szó
- szintaktikai szó